# 大槻真希
大槻真希（日语：／ Ōtsuki Maki，1973年5月11日—），日本女性歌手、作詞家，左撇子、血型AB型。福井縣武生市（現為越前市）出身，福井縣公立武生商業高等學校畢業。
單曲《memories》、《RUN! RUN! RUN!》分別為日本動漫《ONE PIECE》第一季及第二季片尾曲，2016單曲《Destiny》為【航海王劇場版：GOLD】片尾曲。

## 人物經歷
- 大槻真希中學時擔任樂隊薩克斯風手，高中畢業後與吉它手森純太一同製作音樂，大槻真希擔任主唱與作詞者，森純太則擔任作曲與錄音人員。

- 1999年12月發行單曲《memories》為富士電視台動畫《ONE PIECE》第一季的片尾曲

- 2000年8月發行單曲《RUN! RUN! RUN!》為富士電視台動畫《ONE PIECE》第二季的片尾曲

- 2016年7月發行單曲《Destiny》為【航海王劇場版：GOLD】片尾曲。

## 樂團經歷
- 2006年8月組成樂團cassis，在部落格持續更新樂團練習、錄音、現場表演、團員出遊的影片，也發行了一張單曲CD《目眩》，在2008年11月吉它手與鼓手相繼退出後樂團也在2009年9月宣告解散。

- 2009年組成樂團extal貝斯手則為原cassis梶浦孝博繼續擔任，樂團部落格及myspace上皆有現場表演、音樂錄音版可供觀看試聽，樂團於2011年解散。

## 唱片作品

### 單曲
- memories／夜明け前（1999年12月1日）（富士電視台動畫《ONE PIECE》第一季的片尾曲）)
- Believe／まちぶせ（2000年2月19日）
- RUN! RUN! RUN!／サマータイムラブレター（2000年8月9日）（富士電視台動畫《ONE PIECE》第二季的片尾曲）
- どうしたい!!!／二人のスノートレイン（Blizzard version）（2000年12月6日）
- ミラクル／フレッシュマンズ・ブルース（2001年5月23日）（朝日電視台《目撃!ドキュン》的片尾曲）
- 太陽Yeah!!!／夏の終わりの打ち上げ花火（2001年8月1日）
- Little Girl  (2013年4月28日) LIVE會場限量發行
- Shining star/A to Z  (2013年12月29日)LIVE會場限量發行
- Simple Voice  (2014年10月3日)LIVE會場限量發行
- Destiny（2016年7月20日）
  - memories/RUN！RUN！RUN！/Destiny/memories(Instrumental)/RUN！RUN！RUN！(Instrumental)/Destiny(Instrumental)

### 專輯
- Stories（2000年3月23日）
  - Believe／変身／memories／まちぶせ／夜明け前／ダイアリー／うたをうたうよ
- ROCK'N ROLL LOVE LETTER（2000年12月6日）
  - どうしたい!!!／RUN! RUN! RUN!／サマータイムラブレター／僕と君と夜空の星／情熱 Broken Heart～雨上がりの日曜日～／約束／Boy Friend／二人のスノートレイン（Powder Snow Version）／最後の夏／I'll be there～逢いたくなったら～／memories 2000
- LIVELY,DEADLY～Singles＋One～（2002年3月20日）
  - memories／Believe／RUN! RUN! RUN!／どうしたい!!!!／ミラクル／太陽Yeah!!!／すてきな夜空

### DVD
- LIVELY,DEADLY ～Video Clips～(2002年3月20日)
  - RUN! RUN! RUN!／どうしたい!!!／ミラクル／太陽Yeah!!!

## extal
2009年組成活動至今。
- 成員：大槻マキ（Vo. Gt.）、清川ワタル（Dr.）、23rock（Gt.）、市原泰介（Manipulation, Effect）、梶浦孝博（Ba.）

## cassis
2006年8月組成，2009年解散。
- 成員：大槻マキ（Vo.）、梶浦孝博（Ba.）、鈴木りゅうた（Gt.）、坂本英男（Dr.）

單曲CD
- 目眩

## EARPHONES
- 成員：大槻マキ（Vo.）、市原泰介（composer.）

## 外部連結
- 大槻真希部落格（页面存档备份，存于）
- 大槻真希照片館（页面存档备份，存于）
- extal部落格（页面存档备份，存于）
- extal_myspace（页面存档备份，存于）
- cassis部落格（页面存档备份，存于）